# ヴァイオリンソナタ第7番 (ベートーヴェン)
ヴァイオリンソナタ第7番（ヴァイオリンソナタだいななばん）ハ短調 作品30-2 は、ルートヴィヒ・ヴァン・ベートーヴェンが作曲したヴァイオリンソナタ。

## 概要
前後に連なる第6番や第8番とともに、1802年頃に作曲されたと推定されるヴァイオリンソナタである。出版は1803年。第6番、第8番とともにロシア皇帝アレクサンドル1世に献呈されており、この経緯から3曲とも通称「アレキサンダー・ソナタ」とも呼ばれている。
作曲推定年である1802年は、10月に「ハイリゲンシュタットの遺書」が認められるなど、ベートーヴェンにとってはある意味で追い込まれた年ではあったが、その一方で「英雄」の作曲が始められるなど、いわゆる初期から中期への転換に差し掛かる時期でもあった。第7番は前作第6番のイ長調、後作第8番のト長調のような明朗な調とは違い、厳しい調であるハ短調で書かれている。この「作品30」の3曲から、ベートーヴェンのヴァイオリンソナタはモーツァルトの影響を脱し、独自の境地を築くこととなる。

## 曲の構成
全4楽章、演奏時間は約26分。
- 第1楽章 アレグロ・コン・ブリオ　
ハ短調、4分の4拍子、ソナタ形式。
冒頭では3拍の後に16分音符4つの特徴的な主題がピアノによって提示される。繰り返して半音階下降した後ヴァイオリンが主題を奏でる。冒頭主題は執拗に繰り返されており劇的な効果をあげている。ピアノはアルペジオを左手で（時にユニゾンで）演じているが音量効果抜群であり作曲者ピアニズムの面目躍如である。第2主題は変ホ長調の行進曲風のもの。音階進行を経て主題提示部が終わる。展開部は、古典派ソナタ形式の定義どおりに進み、第1主題が変ホ長調・ロ長調・ト長調で、第2主題が変イ長調で展開される。再現部は省略なく第2主題がハ長調のほかは形式通り。再現部前に変イ長調のコラール風の部分があるのは注目される。

- 第2楽章 アダージョ・カンタービレ
変イ長調、2分の2拍子、複合三部形式。
作者のハ短調の作品によく中間楽章として採用される調である。悲愴ソナタの中間楽章をしのぐ旋律美が現れる。ピアノで第1主題が奏でられヴァイオリンが繰り返す。途中変イ短調の優雅なアルペジオがピアノと掛け合いする。曲終わりに急速なハ長調の音階が交互に現れ、歌謡風にするあまり冗長になって観客が退屈しないようにする工夫が見られる。

- 第3楽章 スケルツォ：アレグロ
ハ長調、4分の3拍子。
付点リズムの主題がピアノで現れ､ヴァイオリンが後を追う。ヴァイオリンは開放弦と同音程の音を重音にしており､ピアノに伍する効果を出している。中間部はハ長調のままでピアノの3連符が印象的。

- 第4楽章 フィナーレ：アレグロ - プレスト　
ハ短調、2分の2拍子、ロンドソナタ形式。
冒頭にたたきつけるようなピアノの主題が現れ､ヴァイオリンが加勢する。レガートの第1主題と活気ある別の主題とが現れる。終末にはプレスト(ここでは「急速に」というより「手短に」である）で豪快にソナタ全楽章の締めくくりが見られる。楽章全体のアレグロは｢快速に｣ではなくプレストとの兼ね合いで演奏速度を設定するほうが効果があがる。

## エピソード
前述のように、「作品30」の3曲はアレクサンドル1世に献呈されている。当時の習慣として、王侯貴族や大富豪に曲を献呈すると、相当な額の謝礼金が期待できた。ベートーヴェン自身も、チェロソナタ第1番および第2番（作品5）をプロイセン国王フリードリヒ・ヴィルヘルム2世に献呈した際、半年の生活費に相当する謝礼金を貰ったことがあった。しかし、「作品30」の3曲をアレクサンドル1世に献呈したものの、謝礼金については一切音沙汰がなかった。年は下ってウィーン会議の頃、ベートーヴェンは友人の医師の勧めで、ウィーン会議出席のためウィーン滞在中だったアレクサンドル1世の皇后にポロネーズ（ハ長調 作品89）を献呈したが、その際「皇帝に献呈した、いつぞやのヴァイオリンソナタの謝礼金がまだ来てない云々」といった内容の手紙もつけていたと言われている。その効果かどうかは不明ながら、皇后からポロネーズの分の謝礼金に加え、「作品30」の3曲の分の謝礼金も受け取ることができたと言われている。